# Pescia Fiorentina
Pescia Fiorentina è una frazione del comune italiano di Capalbio, nella provincia di Grosseto, in Toscana.

## Geografia fisica
Pescia Fiorentina è situata all'estremità sud-est del territorio comunale, al confine con la regione Lazio, non molto distante dalla omonima Pescia Romana, in provincia di Viterbo. Dista da Capalbio circa 6 km.

## Storia
La frazione rurale di Pescia Fiorentina rivestiva un ruolo importante nell'economia della bassa Toscana, in quanto dal 1420 al 1530 divenne uno dei maggiori centri della Maremma in fatto di siderurgia e il principale dell'area meridionale, come confermato in un diario datato 1572, in cui l'autore Francesco Rasi, durante un viaggio in Maremma, riporta la presenza nel paese di un forno fusorio e di ferriere, che trattavano i materiali ferrosi proveniente dall'Isola d'Elba.

## Monumenti e luoghi d'interesse
Nella campagna presso l'abitato di Pescia Fiorentina, vi era la sede di una dogana che era ospitata nel complesso della Villa del Fontino. Una volta esauritesi le funzioni doganali, la struttura passò alla famiglia Boncompagni, proprietaria anche del palazzo del Chiarone, che agli inizi del Novecento rivendette tutte queste proprietà alla famiglia Magrini. Il fabbricato che ospitò la dogana è stato recentemente ben restaurato e trasformato in residence agrituristico.
In località Garavicchio, poco a sud della frazione, nei pressi della fattoria di Garavicchio, così denominata per la presenza nelle vicinanze della vecchia dogana (guardia vecchia), si trova il Giardino dei Tarocchi, parco tematico creato dall'artista Niki de Saint Phalle, principale attrazione turistica del comune di Capalbio.

## Società

### Evoluzione demografica
Quella che segue è l'evoluzione demografica della frazione di Pescia Fiorentina. Sono indicati gli abitanti del centro abitato e dove è possibile è inserita la cifra riferita all'intero territorio della frazione.
| Anno | Abitanti       | Abitanti |
| Anno | Centro abitato | Frazione |
| ---- | -------------- | -------- |
| 1961 | 22             | 579      |
| 1981 | 44             | 506      |
| 2001 | 37             | -        |
| 2011 | 29             | -        |